# Pieciuny
Pieciuny (biał. Пецюны, Pieciuny; ros. Петюны, Pietiuny) – wieś na Białorusi, w obwodzie grodzieńskim, w rejonie lidzkim, w sielsowiecie Dworzyszcze.
W pobliżu znajduje się przystanek kolejowy Pieciuny, położony na linii Lida – Bieniakonie.

## Historia
W XIX i w początkach XX w. położone były w Rosji, w guberni wileńskiej, w powiecie lidzkim, w gminie Żyrmuny. Były wówczas własnością m.in. Jakubowskich.
W dwudziestoleciu międzywojennym leżały w Polsce, w województwie nowogródzkim, w powiecie lidzkim, w gminie Żyrmuny. W 1921 miejscowość liczyła 73 mieszkańców, zamieszkałych w 15 budynkach, wyłącznie Polaków. 67 mieszkańców było wyznania rzymskokatolickiego i 6 prawosławnego.
Po II wojnie światowej w granicach Związku Sowieckiego. Od 1991 w niepodległej Białorusi.